# Nelson Deossa
Nelson Alexander Deossa Suárez (Marmato, Caldas, Colombia, 6 de febrero de 2000) es un futbolista colombiano que juega como centrocampista en el Real Betis de la Primera División de España.

## Trayectoria
Inició su carrera profesional sin pasar por la cantera de grandes clubes. Con 19 años, se unió, en su país, a Atlético Huila, donde en 2021 se incorporó al primer equipo y con el que logró el ascenso a la primera división colombiana ese año. De allí pasó a Argentina, donde jugó cedido con Estudiantes de la Plata durante un breve plazo. Tras rescindirse el contrato de cesión, volvió a Colombia, a Junior de Barranquilla durante el segundo semestre de 2022. En 2023, pasó de nuevo a préstamo con opción de compra al Atlético Nacional, uno de los clubes más importantes del país.
Llegó a la liga mexicana en enero de 2024, primero fichado por Pachuca y al año siguiente pasó a Monterrey. Con este equipo participó en el mundial de clubes en Estados Unidos, en el que tuvo una buena actuación. En agosto de 2025, firmó con el Real Betis por cinco temporadas hasta junio de 2030.

## Estadísticas
Actualizado al último partido disputado el 18 de diciembre de 2024.
| Club                         | Div.          | Temporada     | Liga  | Liga  | Liga | Copas | Copas | Copas | Internacional | Internacional | Internacional | Total | Total | Total |
| Club                         | Div.          | Temporada     | Part. | Goles | Asis | Part. | Goles | Asis  | Part.         | Goles         | Asis          | Part. | Goles | Asis  |
| ---------------------------- | ------------- | ------------- | ----- | ----- | ---- | ----- | ----- | ----- | ------------- | ------------- | ------------- | ----- | ----- | ----- |
| Atlético Huila · Colombia    | 2.a           | 2021          | 7     | 0     | 0    | 1     | 0     | 0     | -             | -             | -             | 8     | 0     | 0     |
| Atlético Huila · Colombia    | 1.a           | 2021          | 12    | 1     | 0    | -     | -     | -     | -             | -             | -             | 12    | 1     | 0     |
| Atlético Huila · Colombia    | Total club    | Total club    | 19    | 1     | 0    | 1     | 0     | 0     | 0             | 0             | 0             | 20    | 1     | 0     |
| Estudiantes Argentina        | 1.a           | 2022          | -     | -     | -    | 9     | 0     | 0     | 1             | 0             | 0             | 10    | 0     | 0     |
| Estudiantes Argentina        | Total club    | Total club    | 0     | 0     | 0    | 9     | 0     | 0     | 1             | 0             | 0             | 10    | 0     | 0     |
| Junior · Colombia            | 1.a           | 2022          | 17    | 2     | 0    | 4     | 0     | 0     | -             | -             | -             | 21    | 2     | 0     |
| Junior · Colombia            | Total club    | Total club    | 17    | 2     | 0    | 4     | 0     | 0     | 0             | 0             | 0             | 21    | 2     | 0     |
| Atlético Nacional · Colombia | 1.a           | 2023          | 38    | 5     | 3    | 6     | 1     | 1     | 6             | 0             | 0             | 50    | 6     | 4     |
| Atlético Nacional · Colombia | Total club    | Total club    | 38    | 5     | 3    | 6     | 1     | 1     | 6             | 0             | 0             | 50    | 6     | 4     |
| Pachuca · México             | 1.a           | 2024          | 20    | 5     | 2    | -     | -     | -     | 7             | 2             | 2             | 27    | 7     | 4     |
| Pachuca · México             | 1.a           | 2024          | 16    | 2     | 2    | -     | -     | -     | 6             | 1             | 0             | 22    | 3     | 2     |
| Pachuca · México             | Total club    | Total club    | 36    | 7     | 4    | 0     | 0     | 0     | 13            | 3             | 2             | 49    | 10    | 6     |
| Monterrey · México           | 1.a           | 2025          | 21    | 5     | 1    | -     | -     | -     | 8             | 2             | 0             | 29    | 7     | 1     |
| Monterrey · México           | Total club    | Total club    | 21    | 5     | 1    | 0     | 0     | 0     | 8             | 2             | 0             | 29    | 7     | 1     |
| Total carrera                | Total carrera | Total carrera | 131   | 20    | 8    | 20    | 1     | 1     | 28            | 5             | 2             | 179   | 26    | 11    |

## Palmarés

### Títulos nacionales
| Título                | Club              | País     | Año  |
| --------------------- | ----------------- | -------- | ---- |
| Primera B             | Atlético Huila    | Colombia | 2021 |
| Superliga de Colombia | Atlético Nacional | Colombia | 2023 |
| Copa Colombia         | Atlético Nacional | Colombia | 2023 |

### Títulos internacionales
| Título                           | Club    | Sede    | Año  |
| -------------------------------- | ------- | ------- | ---- |
| Copa de Campeones                | Pachuca | Pachuca | 2024 |
| Derbi de las Américas de la FIFA | Pachuca | Doha    | 2024 |
| Copa Challenger de la FIFA       | Pachuca | Doha    | 2024 |